# Сулехув (Малопольське воєводство)
Сулехув (пол. Sulechów) — село в Польщі, у гміні Коцмижув-Любожиця Краківського повіту Малопольського воєводства.
Населення — 485 осіб (2011).
У 1975-1998 роках село належало до Краківського воєводства.

## Демографія
Демографічна структура станом на 31 березня 2011 року:
|          | Загалом | Допрацездатний вік | Працездатний вік | Постпрацездатний вік |
| -------- | ------- | ------------------ | ---------------- | -------------------- |
| Чоловіки | 243     | 60                 | 163              | 20                   |
| Жінки    | 242     | 48                 | 154              | 40                   |
| Разом    | 485     | 108                | 317              | 60                   |